# Orthaea abbreviata
Orthaea abbreviata là một loài thực vật có hoa trong họ Thạch nam. Loài này được Drake mô tả khoa học đầu tiên năm 1889.